# Hemidoras stenopeltis
Hemidoras stenopeltis är en fiskart som först beskrevs av Kner, 1855.  Hemidoras stenopeltis ingår i släktet Hemidoras och familjen Doradidae. Inga underarter finns listade i Catalogue of Life.